# Mucho cha cha
Mucho cha cha è un album di Tito Puente, pubblicato dalla RCA Victor nel 1959. Il disco fu registrato il 22, 23 e 25 giugno del 1959.

## Tracce
Lato A
1. Cha-con-cha – 3:04 (Tito Puente)
2. Suave asi – 2:31 (Tito Puente)
3. Un cha-cha – 2:24 (Mike Garcia)
4. Campanitas de cristal – 3:02 (Rafael Hernandez)
5. El bajo – 3:19 (Tito Puente)
6. Cha-cha-son – 3:04 (Tito Puente)

Lato B
1. Cha-cha-gua – 2:49 (Tito Puente)
2. Delisse – 2:15 (Tito Puente)
3. El palo – 2:46 (Tito Puente)
4. Doing the Cha-Cha – 2:39 (Johnny Conque)
5. Chanchullo – 2:30 (Israel Lopez)
6. Guataca – 2:37 (Tito Puente)

Edizione CD del 1992, pubblicato dalla RCA Victor
1. Cha-Con-Cha – 3:02 (Tito Puente)
2. Suave Asi – 2:29 (Tito Puente)
3. Un Cha-Cha – 2:23 (Mike Garcia)
4. Campanitas de Cristal – 3:00 (Rafael Hernandez)
5. El Bajo – 3:18 (Tito Puente)
6. Cha-Cha-Son – 3:02 (Tito Puente)
7. Cha-Cha-Gua – 2:48 (Tito Puente)
8. Delisse – 2:17 (Tito Puente)
9. El Palo – 2:45 (Tito Puente)
10. Doing the Cha-Cha – 2:37 (Johnny Conque)
11. Chanchullo – 2:28 (Israel Lopez)
12. Guataca – 2:35 (Tito Puente)
13. Habanero – 3:03 (Ray Coen) – Bonus Track
14. Mama Inez – 2:21 (Moisés Simóns) – Bonus Track[3]

- Brano 13, registrato il 24 agosto del 1956
- Brano 14, registrato il 9 gennaio del 1956

## Musicisti
- Tito Puente - percussioni, timbales, marimba, vibrafono, xylofono, arrangiamenti
- Frank Lo Pinto - tromba
- Wilson Brignoni - tromba
- Al DeRisi - tromba
- Bernie Glow - tromba
- Pat Russo - tromba
- Jimmy Frisaura - trombone, tromba
- Eddie Caine - sassofono
- Peter Fannelli - sassofono
- Allen Fields - sassofono
- Joe Grimm - sassofono
- Marty Holmes - sassofono
- Dave Kurtzer - sassofono
- Rafael Palau - sassofono
- Shepp Pullman - sassofono
- Jerry Sanfino - sassofono
- Al Casamenti - chitarra
- Johnny Smith - chitarra
- Alvin Gellers - pianoforte
- Gilberto Lopez - pianoforte
- Bobby Rodriguez - contrabbasso
- Willie Bobo - bongos, timbales
- Mongo Santamaría  - congas
- Carlos Patato Valdes - bongos
- Ray Barretto - percussioni cubane, percussioni
- Santos Colon - percussioni cubane, percussioni
- Johnny Pacheco - percussioni cubane, percussioni
- Chickie Perez - percussioni cubane, percussioni